# Borrowed Time (album)
Albums de Diamond Head
Lightning to the Nations
(1980) Canterbury
(1983)
Singles
1. In the Heat of the Night
Sortie : 1982
2. Call Me
Sortie : 1982

Borrowed Time où plus précisément Living on... Borrowed Time est le deuxième album du groupe de Hard rock/heavy metal anglais, issu de la NWOBHM, Diamond Head. Il est paru le 12 octobre sur le label MCA Records et a été produit par Mike Hedges et le groupe.

## Historique
Il est le premier album du groupe après que celui-ci fut signé en 1981 par un label Major, MCA Records. Il sera enregistré et produit par Mike Hedges, plus connu pour son travail avec des groupes issus de la new wave tel que The Cure ou Siouxsie and the Banshees. L'enregistrement se déroula fin 1981 dans les studios Playground, propriétés de Mike Hedges, situés non loin de Camden Town à Londres.
La signature avec MCA fut considérée comme une erreur par plusieurs journalistes tels que Eduardo Rivadavia du site AllMusic. Si la production est meilleure, ce dernier s'interroge sur la nécessité de reprendre les titres "Lightning to the Nations" et "I am Evil?" issus du premier album du groupe. Il compare aussi la musique du groupe à du sous Black Sabbath en plus mélodique et plus commerciale.
L'illustration de la pochette est l'œuvre de l'illustrateur britannique Rodney Matthews.
L'album se classa à la 24e place des charts britanniques et le single "In the Heat of the Night" à la 67e.
L'album sera réédité le 19 novembre 2007 par Metal Mind Productions et sera complèté par 7 titres bonus.

## Liste des titres

### Version originale en vinyle
Face 1
| No | Titre                    | Auteur                    | Durée |
| -- | ------------------------ | ------------------------- | ----- |
| 1. | In the Heat of the Night | Sean Harris, Brian Tatler | 4:57  |
| 2. | To Heaven from Hell      | Harris, Tatler            | 6:14  |
| 3. | Call Me                  | Harris, Tatler            | 3:54  |
| 4. | Lightning to the Nations | Harris, Tatler            | 4:09  |

Face 2
| No | Titre                   | Auteur         | Durée |
| -- | ----------------------- | -------------- | ----- |
| 5. | Borrowed Time           | Harris, Tatler | 7:39  |
| 6. | Don't You Ever Leave Me | Harris, Tatler | 7:56  |
| 7. | I am Evil?              | Harris, Tatler | 7:21  |

### Réédition compact disc 1997
| No  | Titre | Auteur         | Durée |
| --- | --- | -------------- | ----- |
| 8.  | Trick or Treat (du (Ep Four Cuts, 1982)                                                                              | Harris, Tatler | 3:30  |
| 9.  | Dead Reckoning (du Ep Four Cuts, 1982)                                                                               | harris, Tatler | 3:31  |
| 10. | Shout Out the Lights (du Ep Four Cuts, 1982)                                                                         | Harris, Tatler | 3:23  |
| 11. | In the Heat of the Night (single Edit)                                                                               | Harris, Tatler | 3:20  |
| 12. | Play It Loud (live) (face B du single "In the Heat of the Night)                                                     | Harris, Tatler | 6:12  |
| 13. | Sweet and Innocent (live) (face B du single "In the Heat of the Night)                                               | Harris, Tatler | 3:33  |
| 14. | Interview de Sean Harris et Colin Kimberley par Tommy Vance (Face B du single "In the Heat of the Night", juin 1982) |                | 13:38 |

## Musiciens
- Sean Harris: chant, chœurs, percussions, vocoder
- Brian Tatler: guitares, chœurs
- Duncan Scott: batterie, percussions
- Colin Kimberley: basse, pédales basse Taurus, chœurs

## Charts
Chart album
| Pays        | Durée du classement | Meilleur classement |
| ----------- | ------------------- | ------------------- |
| Royaume-Uni | 5 semaines          | 24e                 |

Charts single
| Année | Single                   | Chart            | Durée du classement | Position |
| ----- | ------------------------ | ---------------- | ------------------- | -------- |
| 1982  | In the Heat of the Night | UK Singles Chart | 2 semaines          | 67e      |